# Lavrenov Point
Der Lavrenov Point (englisch; bulgarisch Лавренов нос Lawrenow nos) ist eine Landspitze an der Nordküste von Robert Island im Archipel der Südlichen Shetlandinseln. Sie liegt 2,7 km westlich des Newell Point, 2,6 km südöstlich des Catharina Point und begrenzt östlich die Einfahrt zur Yundola Cove.
Bulgarische Wissenschaftler kartierten sie 2008. Die bulgarische Kommission für Antarktische Geographische Namen benannte sie im selben Jahr nach dem bulgarischen Maler Zanko Lawrenow (1896–1978).